# Universitats de Hawai
Les universitats de Hawaii estan compostes de colleges i universitats ubicades a Hawaii.

## Institucions públiques

### Institucions de dos anys
- Hawaii Community College, Hilo
- Honolulu Community College, Honolulu
- Kapiolani Community College, Honolulu
- Kauai Community College, Līhu'e
- Leeward Community College, Pearl City
- Windward Community College, Kāne'ohe

### Institucions de quatre anys
- Universitat de Hawaii a Hilo, doctoral university a Hilo
- Universitat de Hawaii a Mānoa, doctoral university a Honolulu
- Universitat de Hawaii-West Oahu, baccalaureate university a Pearl City
- Universitat de Hawaii Maui College, baccalaureate university a Kahului, Hawaii

## Institucions privades sense ànim de lucre
- Brigham Young University Hawaii, baccalaureate university afiliada a la LDS Church a Lā'ie
- Chaminade University of Honolulu, master's university afiliada a l'Església Catòlica a Honolulu
- Hawaii Pacific University, a Honolulu
- Hawaii Tokai International College, college a Honolulu
- Remington College, Honolulu
- Akamai University, Hilo, Hawaii, Bachelor degree, Master Degree, Phd and Doctorate degree. Cited: Hawaii State Portal  Arxivat 2014-09-26 a Wayback Machine.

## Institucions amb ànim de lucre
- Argosy University, Honolulu
- Hawaii Medical College, Honolulu, Hawaii
- Heald College, Honolulu
- University of Phoenix, Honolulu
- LIGS University, Honolulu

## Institucions especials
- Institute for Clinical Acupuncture and Oriental Medicine, Honolulu
- World Medicine Institute, Honolulu